# Stazione di Terontola-Cortona
La stazione di Terontola-Cortona è la principale stazione ferroviaria di Cortona, chiamata in questo modo poiché ubicata nella frazione di Terontola. La stazione ferroviaria si trova lungo la linea della ferrovia Firenze-Roma ed inoltre, proprio da questo scalo, ha origine la linea per Foligno.

## Storia

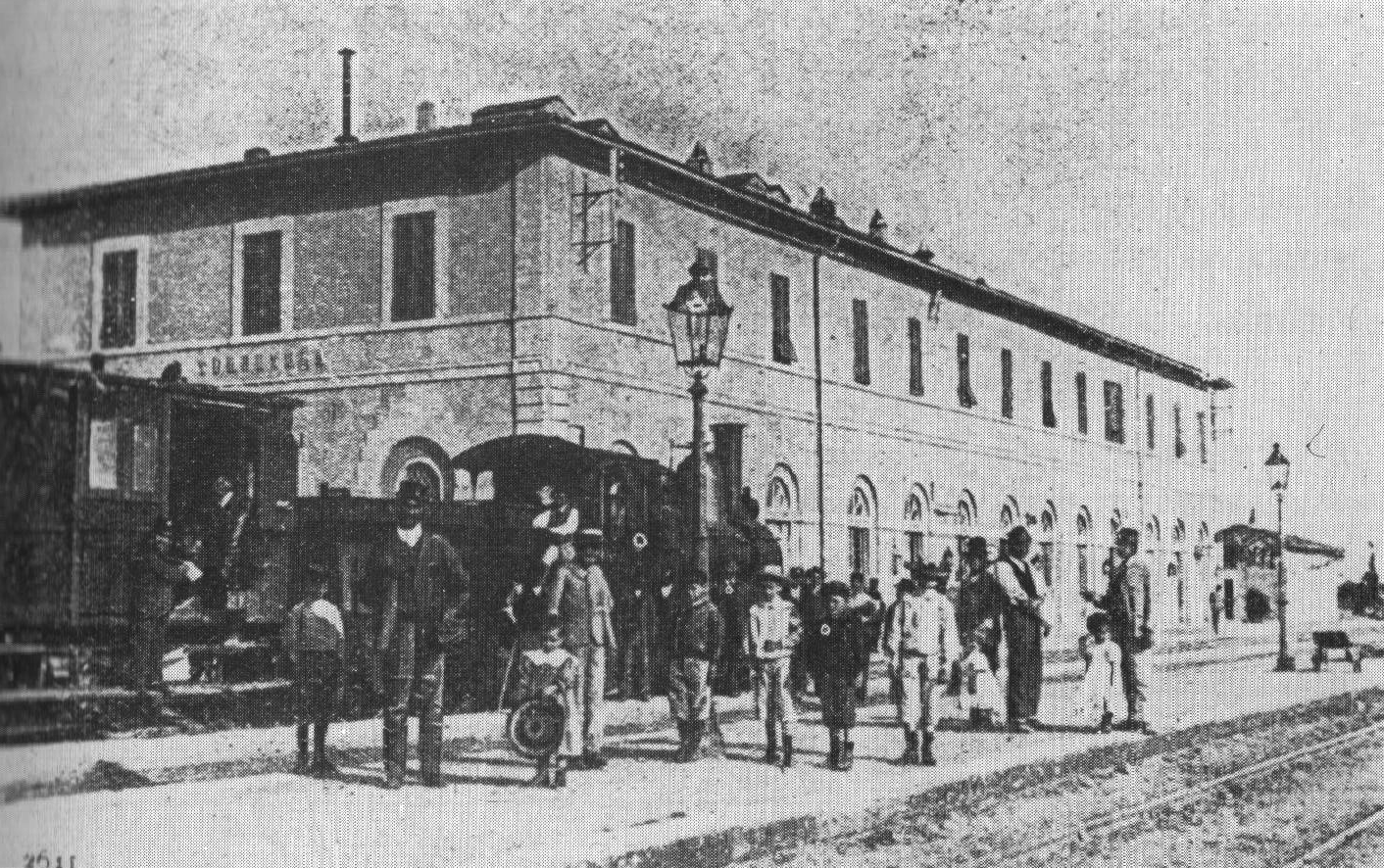
La stazione nel 1875, poco dopo l'inaugurazione

La stazione di Terontola non fu aperta insieme alle altre stazioni della linea nel 1866. Infatti la ferrovia Firenze-Roma non era come la conosciamo ora: il collegamento tra la capitale e Firenze non passava da Orvieto e Chiusi ma da Orte, Terni, Foligno e Perugia, con un percorso che oggi si articola in due linee ferroviarie: Terontola-Foligno e parte della Falconara-Roma.
In data 11 novembre 1875 venne aperta all'esercizio la linea Cortona (oggi stazione di Camucia-Cortona)-Chiusi.
Si sentiva il bisogno di creare una stazione che unisse le due linee, perché la stazione di Cortona era troppo lontana quindi si decise di aprire una nuova stazione. La nuova stazione venne aperta insieme alla nuova linea per Chiusi (in data 11 novembre 1875), si trovava a costituire la cerniera della grande dorsale italiana.
L'ordine di servizio n. 41 dell'11 novembre 1875, che testimonia l'apertura della stazione di Terontola, riporta quanto segue:
Nel 1939 mutò la propria denominazione da "Terontola" a "Cortona-Terontola", e nel 1948 ridivenne "Terontola". Successivamente acquisì la denominazione attuale.

## Strutture e impianti
La stazione è fornita di un fabbricato viaggiatori su due livelli. Al piano inferiore è presente la biglietteria, automatica ed a sportello, la sala d'attesa, la postazione della Polfer, ed un bar, mentre il piano superiore viene utilizzato da Trenitalia.
Vi è anche una doppia area merci;
- La prima avente un magazzino con annesso piano caricatore e due tronchini di accesso, smantellati e non più presenti.
- La seconda possiede un ampio piazzale e altri due tronchini dove vengono in genere accantonati i carri da lavoro per la manutenzione.

La stazione dispone anche di altri diversi edifici di servizio tra cui quello dove si trovano gli uffici per la dirigenza del movimento e dove si trova anche il banco ACEI.
Si contano 5 binari passanti per il servizio viaggiatori: sono presenti tre banchine di cui due munite di pensilina in muratura, mentre quella centrale ha una pensilina in ferro. Il collegamento tra le diverse pensiline avviene tramite sottopassaggio. Vi sono inoltre anche altre binari sprovvisti di banchina e utilizzati per l'accantono di carri merci.

## Movimento
Benché il traffico ferroviario sia notevolmente diminuito, dopo l'apertura della direttissima Firenze-Roma, il numero di passeggeri e di treni si mantiene su alti livelli, coadiuvato anche dall'interscambio tra le diverse linee: nella stazione fermano tutti i treni regionali di transito, oltre che InterCity e una coppia di Frecciarossa della relazione Perugia-Torino e viceversa.
Dal 18 febbraio 2021, la stazione diventa fermata della appena istituita linea del treno ad alta velocità Frecciarossa che collega Perugia con Milano e Torino.

## Servizi
La stazione dispone di:
- Biglietteria a sportello
- Biglietteria automatica
- Sala d'attesa
- Servizi igienici
- Posto di Polizia ferroviaria
- Bar

## Interscambi
Dal piazzale antistante la stazione partono autobus Etruria Mobilità per il centro di Cortona.
- Stazione taxi
- Fermata autobus